# Jorma Routti
Jorma Tapio Routti, född 17 december 1938 i Jyväskylä, är en finländsk fysiker.
Routti blev diplomingenjör 1964, verkade vid University of California från 1965 och blev Doctor of Philosophy där 1969. Han var forskare vid CERN i Genève 1970–1973, professor i teknisk fysik vid Tekniska högskolan i Helsingfors 1973–1990, överombudsman för SITRA 1986–1995 och generaldirektör för generaldirektoratet för forskning vid EU-kommissionen 1996–2000. Han har författat omkring 250 vetenskapliga skrifter inom fysik, matematik, teknik och forskningspolitik. År 1982 utnämndes han till ledamot av Finska Vetenskapsakademien.

## Utmärkelser
- Riddartecknet av I klass av Finlands Vita Ros’ orden,  6 december 1986[3]
- Riddare av Akademiska palmen,  1994[4]
- Kommendörstecknet av I klass av Finlands Vita Ros’ orden,  6 december 1995[5]

[Redigera Wikidata]